# Навозник обыкновенный
Навозник обыкновенный, или землерой обыкновенный (лат. Geotrupes stercorarius) — вид жуков подсемейства Geotrupinae семейства жуков-навозников (Geotrupidae). Широко распространен в Палеарктике.

## Описание
Жук длиной от 15 до 28 мм, блестящий, верхняя сторона чёрно-синяя, чёрно-зелёная или чёрная с синей или зелёной каймой, нижняя сторона фиолетовая, синяя, редко зеленовато-синяя. Всё брюшко в равномерных точках и волосках. Задние голени снаружи с 3 поперечными килями. 

## Экология и место обитания
Живут в лесах и сельскохозяйственных угодьях. Взрослые жуки встречаются с апреля по ноябрь, причем иногда, во время оттепелей, насекомых можно встретить даже на снегу. Насекомые активны ночью (в отличие от обитающего на том же ареале навозника лесного). Предпочитает передвигаться по земле, пользуясь крыльями лишь для поиска пищи.

## Питание
Имаго и личинки питаются чаще экскрементами травоядных животных (коровьим навозом, но могут употреблять и конский, свиной, олений, козий и овечий) и реже гниющими остатками растительности (компостом, листовым опадом, старым сеном). Отдают предпочтение влажной пище. 
При истощении пищевых ресурсов насекомые  перелетают в другое место.

## Размножение
Взрослые жуки собираются в небольшие скопления около источника пищи, где ищут себе партнёра. Ухаживание самца состоит из продолжительного преследования самки. После спаривания самка выкапывает норку, глубиной до 60 сантиметров, с камерой на конце, в которую закапывает кусочки навоза или перегноя, и откладывает одно яйцо. Вылупившаяся личинка питается этим запасом до окукливания.

## Враги и способы защиты
Взрослые насекомые имеют мало врагов. Животные игнорируют этих крупных насекомых, поскольку те часто измазаны в экскрементах. Насекомых могут поедать домашние куры, вороны. Ослабленных насекомых поедают муравьи.
Обычно репутация избавляет жуков от излишнего внимания хищников, но она бессильна перед молодыми и неопытными животными. При прикосновении к нему, насекомое замирает и поджимает ноги, притворяясь мёртвым. Если это не срабатывает и хищник пытается попробовать жука на вкус, тот переворачивается на спину, выставляя ярко-синее брюшко и вытягивая ноги в разные стороны. В случае неудачи, оказавшись во рту хищника насекомое издает скрежещущий звук, потирая надкрыльями и брюшком. Жук обладает мощными конечностями с довольно острыми зазубринами, что делает невозможным проглотить его живьём. Наконец, при раскусывании насекомого из его пищеварительного тракта выделяются непереваренные экскременты, вызывая у хищника отвращение.

## Галерея

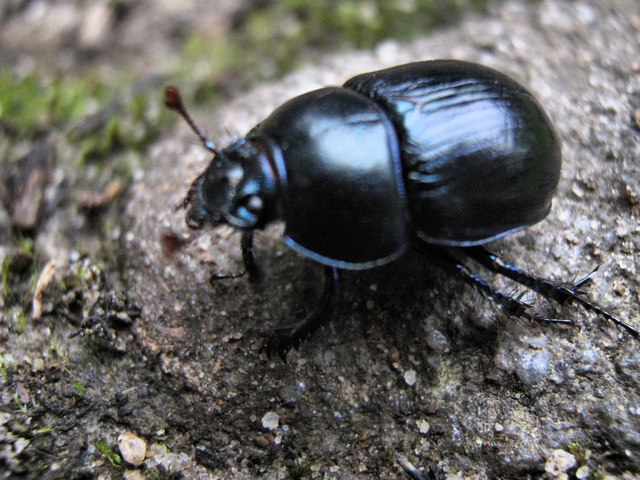
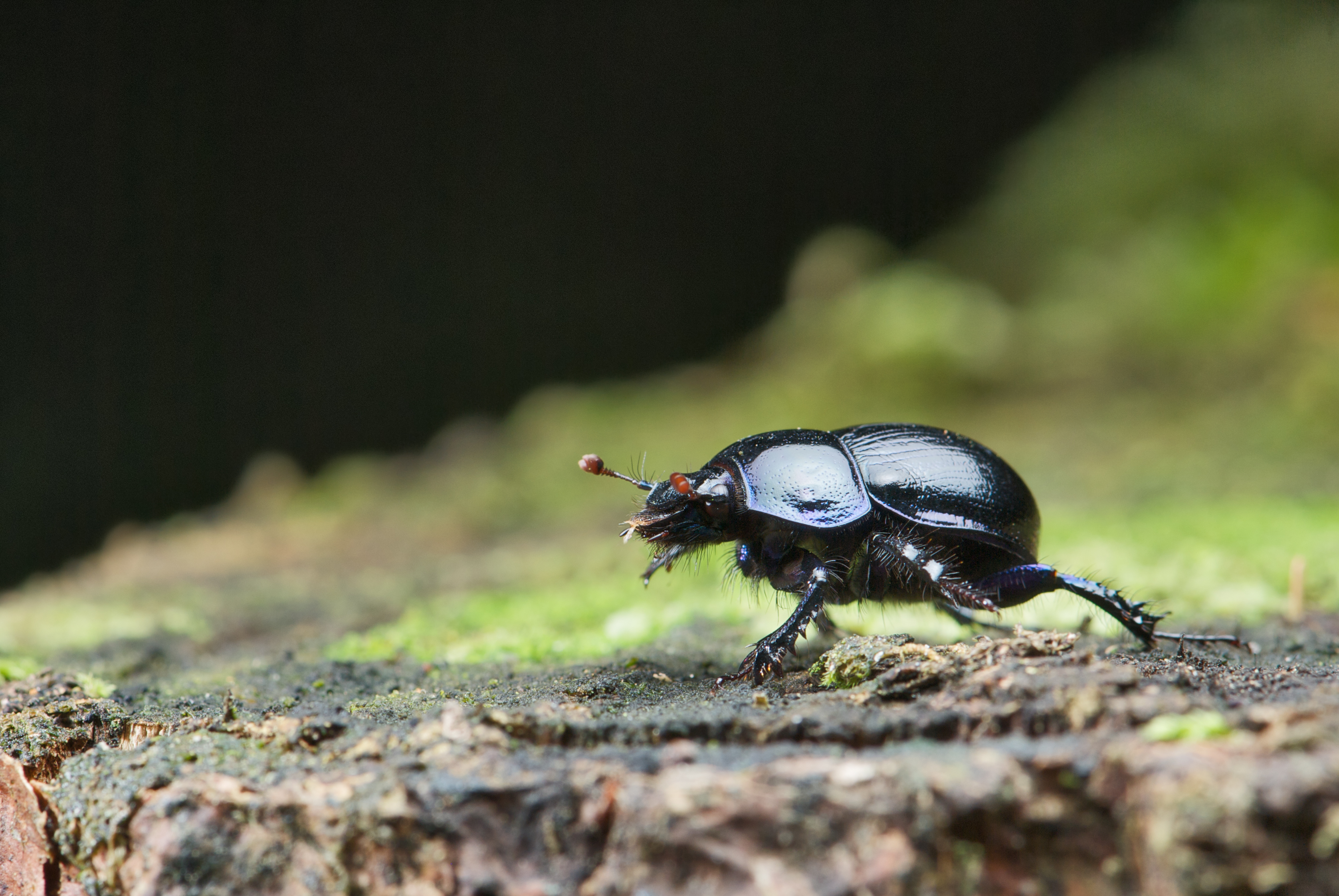
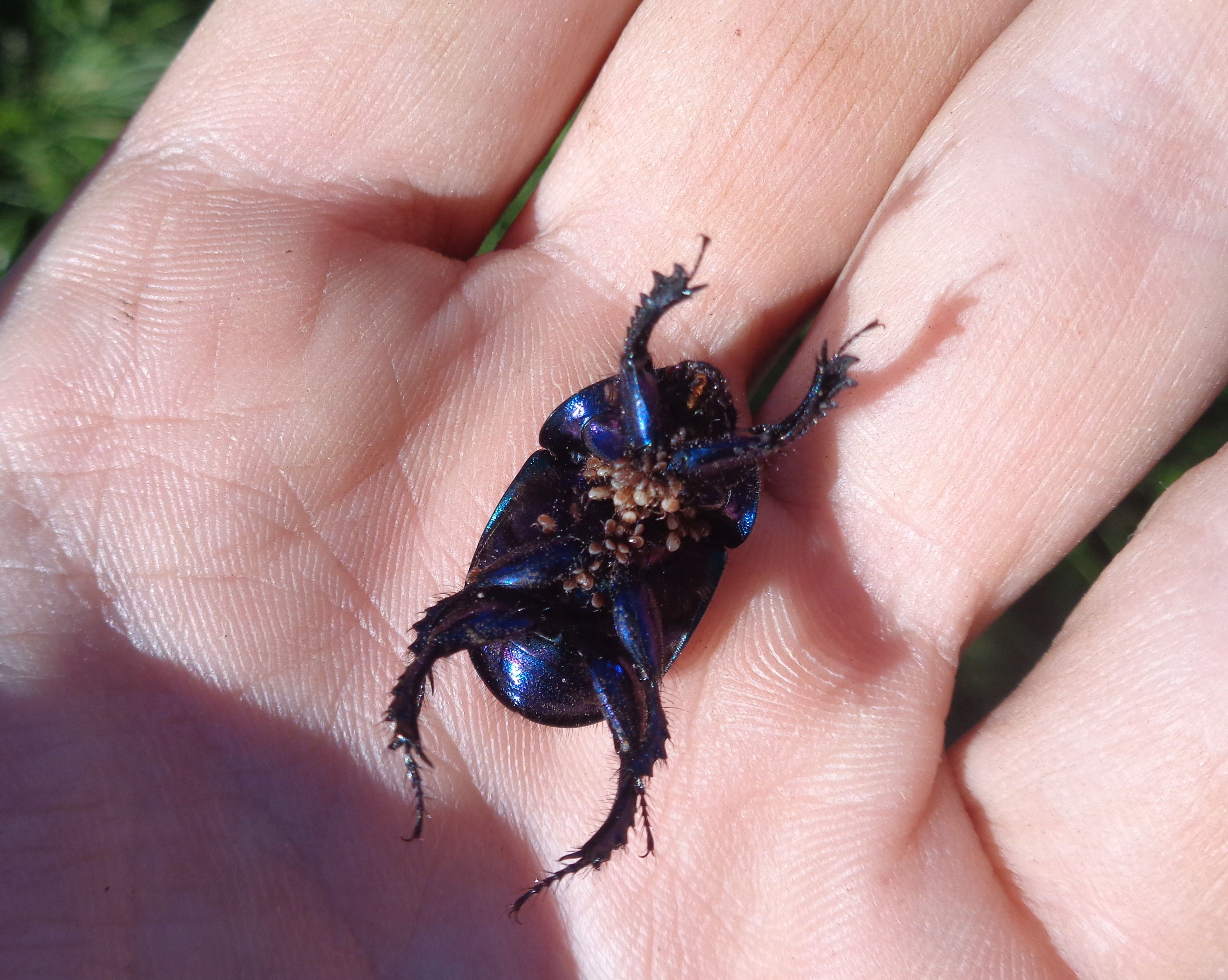
Защитная поза пойманного жука.